# Carbamidsäure
Carbamidsäure, veraltet Carbaminsäure, ist das Monoamid der Kohlensäure und – im Gegensatz zum Diamid Harnstoff – wie die Kohlensäure selbst instabil. Carbamidsäure zerfällt zu Ammoniak und Kohlendioxid.

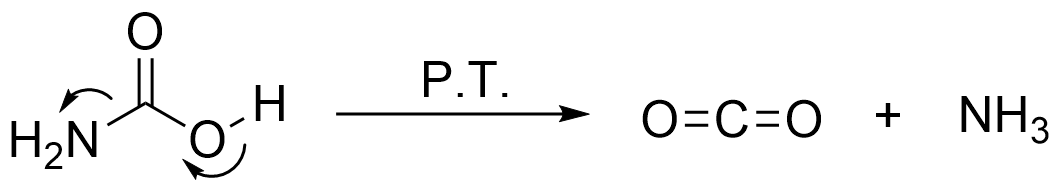
Decarboxylierung/Zerfall von Carbamidsäure zu Kohlendioxid und Ammoniak

Ihre Salze und Ester werden systematisch als Carbamate, die Ester häufig auch als Urethane bezeichnet.
Stabiler als die Säure und daher isolierbar sind ihre Salze – wie das Ammoniumcarbamat – und ihre Ester. Die substituierten Säuren zerfallen in der Regel auch unter Kohlendioxidabspaltung, einige sind aber stabil. Ein medizinisch genutzter Ester ist das Glaukommittel Carbachol (Cholincarbamat). In der Biologie tritt Carbamidsäure in phosphorylierter Form als Carbamoylphosphat auf und spielt im Harnstoffzyklus bzw. bei der Biosynthese von Pyrimidinbasen eine Rolle. Des Weiteren finden viele Carbamate Verwendung als Schutzgruppen für Amine in der chemischen Synthese. Ein häufig verwendeter Vertreter ist die Boc-Schutzgruppe.
Carbamidsäure ist ein Konstitutionsisomer zu Nitromethan.